# والری بویینوف
والری بویینوف (بلغاری: Валери Емилов Божинов؛ زادهٔ ۱۵ فوریهٔ ۱۹۸۶) بازیکن و مربی فوتبال اهل بلغارستان است.
از باشگاه‌هایی که در آن بازی کرده‌است می‌توان به باشگاه فوتبال اسپورتینگ، باشگاه فوتبال لفسکی صوفیه، باشگاه فوتبال منچستر سیتی، باشگاه فوتبال هلاس ورونا، باشگاه فوتبال لوزان-اسپورت، باشگاه فوتبال پارتیزان، باشگاه فوتبال یوونتوس، باشگاه فوتبال ترنانا، باشگاه فوتبال لچه، باشگاه فوتبال ویچنزا، باشگاه فوتبال رییکا، باشگاه فوتبال فیورنتینا، و باشگاه فوتبال پارما اشاره کرد.
وی همچنین در تیم ملی فوتبال بلغارستان بازی کرده‌است.